# John Kay (musiker)
John Kay, ursprungligen Joachim Fritz Krauledat, född 12 april 1944 i Tilsit i Ostpreussen, är en tyskfödd amerikansk sångare, låtskrivare och gitarrist mest känd som frontman i gruppen Steppenwolf.
John Kay föddes i Tilsit en månad efter att hans far stupat vid östfronten, och i krigsslutet flydde familjen till det som senare blev Östtyskland som då var en sovjetisk ockupationszon. 1948 flydde man vidare till Hannover i den brittiska zonen. 1958 följde emigrationen till Kanada.
Kay var tidigare medlem i den blues-inspirerade gruppen The Sparrows, och efter att den gruppen la ner instrumenten grundade han Steppenwolf. Gruppens tredje singel "Born to Be Wild" var låten som gjorde gruppen till stjärnor i mitten av 1968. Låten har kommit att bli synonym med motorcykelkulturen mycket tack vare dennes medverkan i filmen Easy Rider från 1969. I sångtexten nämns uttrycket "heavy metal" första gången: "I like smoke and lightning, heavy metal thunder."

## Diskografi (urval)

### Steppenwolf
- Steppenwolf (1968)
- The Second (1968)
- At Your Birthday Party (1969)
- Monster (1969)
- Steppenwolf Live (1970)
- Steppenwolf 7 (1970)
- For Ladies Only (1971)
- Slow Flux (1974)
- Hour of the Wolf (1975)
- Skullduggery (1976)

### Solo
- Forgotten Songs and Unsung Heroes (1972)
- My Sportin' Life (1973)
- All in Good Time (1978)
- Lone Steppenwolf  (1987)
- The Lost Heritage Tapes (1997)
- Heretics and Privateers (2001)